# 豐訥河
51°43′24″N 7°26′25″E / 51.7234°N 7.4404°E

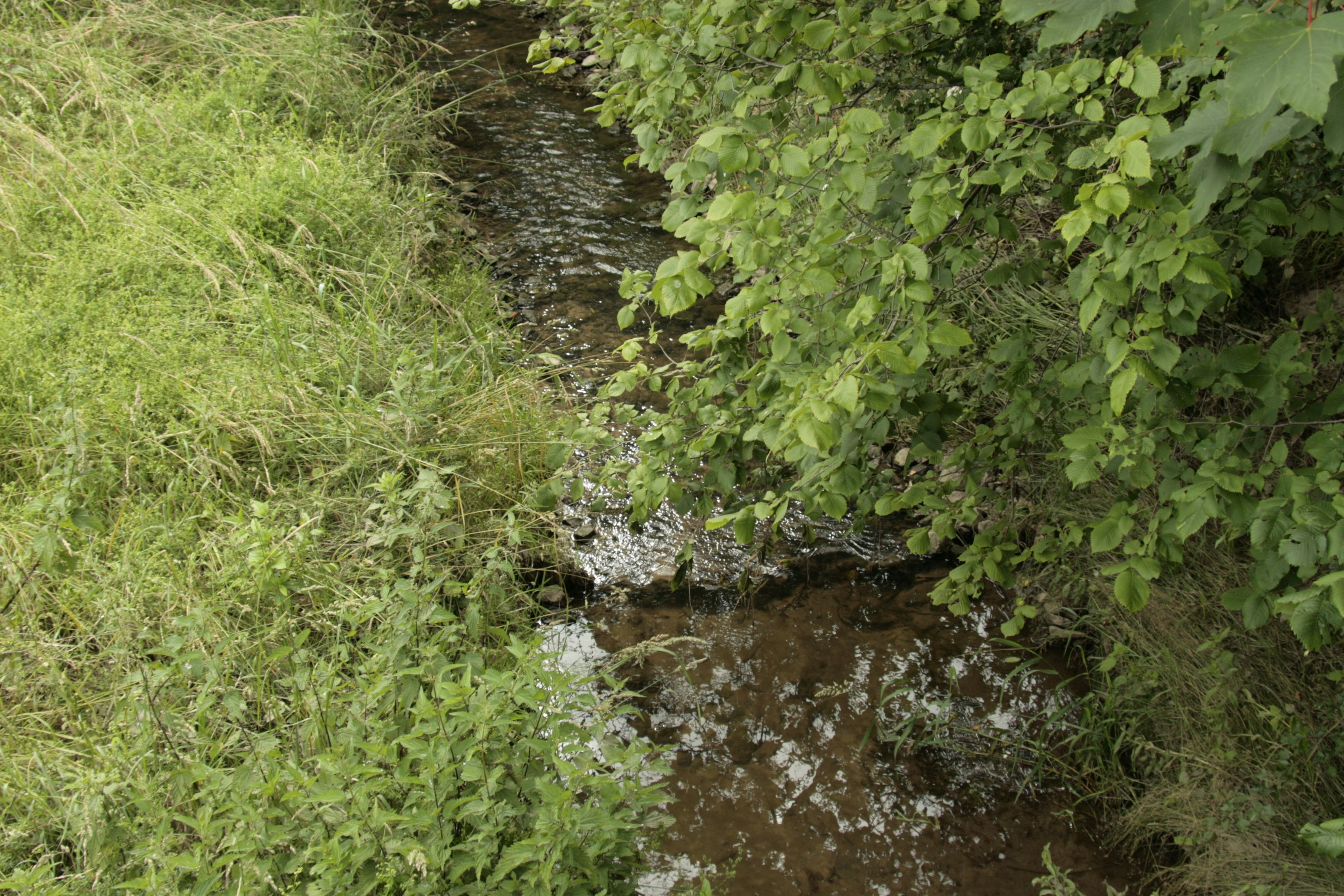

豐訥河（德語：Funne），是德國的河流，位於該國西部，流經北萊茵-威斯特法倫州，屬於施泰沃河的左支流，河道全長21.9公里，流域面積55.1平方公里。